# Sclerosi laterale amiotrofica
La sclerosi laterale amiotrofica (o SLA), chiamata anche malattia dei motoneuroni, malattia di Lou Gehrig (dal nome di un giocatore di baseball, la cui malattia nel 1939 sollevò l'attenzione pubblica) o malattia di Charcot, è una malattia neurodegenerativa progressiva del motoneurone, che colpisce selettivamente i motoneuroni, sia centrali ("I motoneurone", a livello della corteccia cerebrale), sia periferici ("II motoneurone", a livello del tronco encefalico e del midollo spinale).
La SLA è caratterizzata da rigidità muscolare, contrazioni muscolari e graduale debolezza a causa della diminuzione delle dimensioni dei muscoli. Ciò si traduce in difficoltà di parola, della deglutizione e, infine, della respirazione.
In gran parte del mondo, i tassi epidemiologici di SLA sono sconosciuti. In Europa e negli Stati Uniti, la malattia colpisce circa 2 persone ogni 100 000 individui all'anno. Nel 90%-95% dei casi la causa non è nota. Circa il 5%-10% dei casi sono ereditati dai genitori e circa la metà di questi sono dovuti a uno di due geni specifici. 
La malattia di solito incomincia intorno all'età di 60 anni e, nei casi ereditati, circa una decina di anni prima. La diagnosi si basa sull'osservazione di segni e sintomi presentati dal paziente e su alcuni esami diagnostici eseguiti per escludere altre possibili cause.
Non esiste una cura nota per la SLA. Un farmaco chiamato riluzolo può prolungare l'aspettativa di vita di circa due o tre mesi. La ventilazione artificiale può comportare sia una migliore qualità, sia una maggiore durata della vita. La sopravvivenza media dall'esordio al decesso può variare dai tre ai quattro anni; circa il 10% sopravvive più di 10 anni, mentre il 5% raggiunge o supera i 20 anni dalla diagnosi. La maggior parte muore per insufficienza respiratoria. 
La prima descrizione della malattia risale almeno al 1824 da parte di Charles Bell. Nel 1869, il collegamento tra i sintomi e i problemi neurologici sottostanti sono stati descritti da Jean-Martin Charcot, che nel 1874 incominciò a usare il termine sclerosi laterale amiotrofica. La condizione divenne nota nel XX secolo quando colpì il giocatore di baseball Lou Gehrig e successivamente quando Stephen Hawking (colpito da una rara forma di SLA giovanile e sopravvissuto 55 anni dalla diagnosi) guadagnò la fama per i suoi meriti scientifici.

## Etimologia del nome
Il termine "amiotrofica" deriva dalla parola greca amyotrophia: a- è un alfa privativa, con -myo- ci si riferisce a "muscolo", e trophia significa "nutrimento"; "amiotrofica" significa quindi "nessun nutrimento muscolare", descrivendo la caratteristica atrofia del tessuto muscolare in disuso del malato. "Laterale" identifica le aree nel midollo spinale di una persona dove si trovano le cellule nervose interessate. La degenerazione in quest'area porta a cicatrici o indurimenti ("sclerosi").
Nei paesi del Commonwealth e in Irlanda, viene comunemente utilizzato il nome motor neurone disease, MND, che in italiano significa "malattia del motoneurone".
La sclerosi laterale amiotrofica viene talvolta chiamata "malattia di Charcot" poiché Jean-Martin Charcot fu il primo a correlare i sintomi clinici con la patologia osservata in sede di autopsia. Il termine è ambiguo e può confondersi con la malattia di Charcot-Marie-Tooth e la neuro-osteoartropatia di Charcot.

## Storia

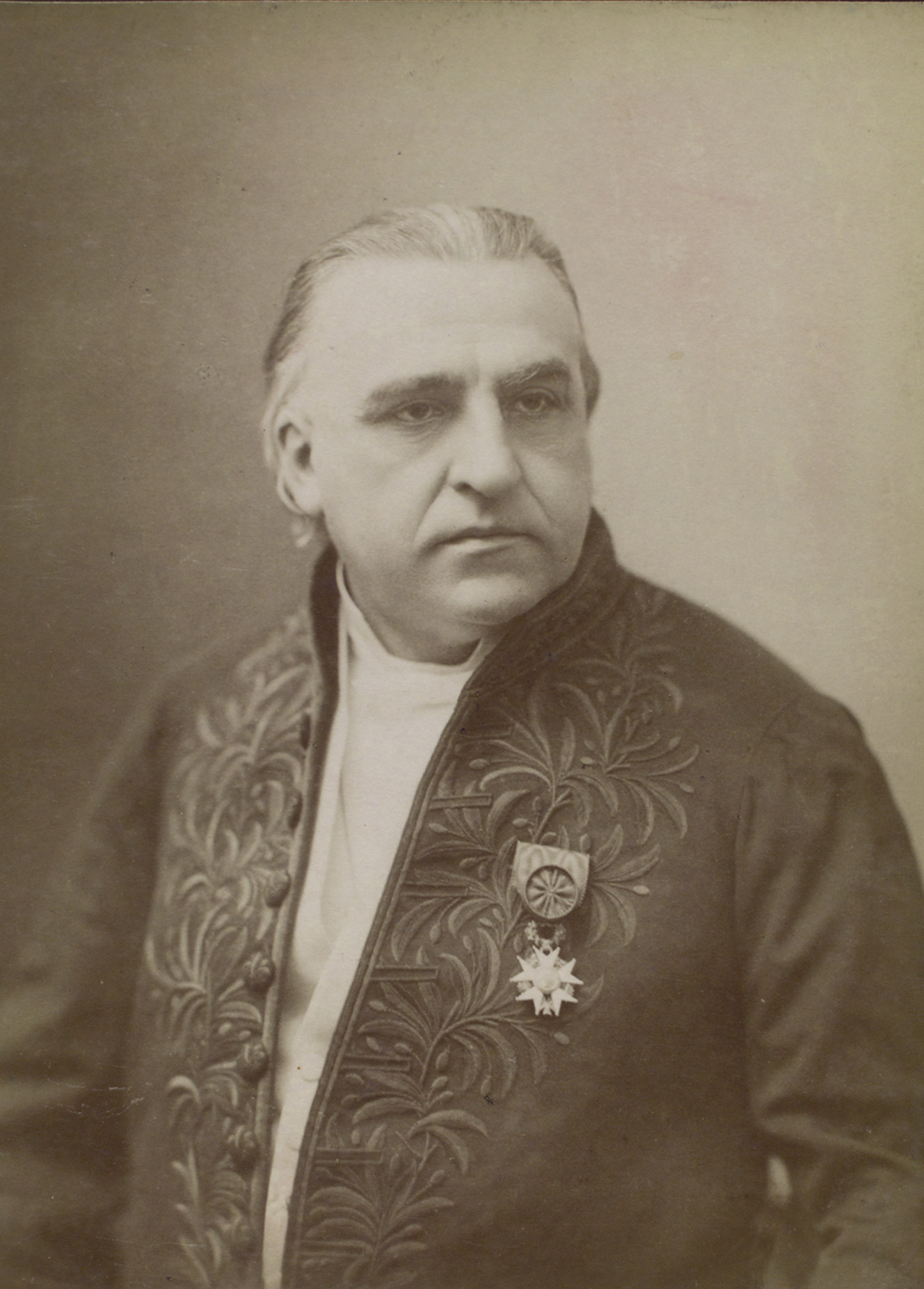
Il medico Jean-Martin Charcot correlò per la prima volta i sintomi con i problemi neurologici sottostanti

Le prime descrizioni della malattia risalgono almeno al 1824, relativamente a quelle fatte dal medico Charles Bell. Nel 1850, François-Amilcar Aran fu il primo a descriverla come un disturbo che chiamò "atrofia muscolare progressiva", una forma di sclerosi laterale amiotrofica in cui vengono colpiti solo i neuroni motori inferiori. Nel 1869, Jean-Martin Charcot correlò per la prima volta i sintomi con i problemi neurologici sottostanti e introdusse il termine "sclerosi laterale amiotrofica" (SLA) in un suo documento risalente al 1874. La sindrome del braccio flagellante, una variante locale della SLA, fu descritta per la prima volta da Alfred Vulpian nel 1886, mentre nel 1918 fu la volta di una variante che colpisce le gambe, descritta da Pierre Marie e dal suo studente Patrikios. La sclerosi laterale amiotrofica divenne celebre negli Stati Uniti nel 1939, quando la carriera del leggendario Lou Gehrig venne interrotta da questa condizione che lo portò alla morte due anni più tardi.
Nel 1945, i medici della marina statunitense rivelarono che la SLA aveva una prevalenza 100 volte maggiore tra gli Chamorro di Guam rispetto che nel resto della popolazione mondiale. Nel 1956 la variante di SLA endemica di Guam venne chiamata "sclerosi laterale amiotrofica / complesso di demenza parkinsonismo" (SLA/PDC), poiché questa condizione presentava i sintomi tipici della SLA accompagnati da quelli del parkinsonismo; il nome nella lingua locale è "malattia lytico-bodig di Guam". Nonostante siano stati eseguiti diversi studi genetici e ambientali, la causa di ALS/PDC rimane tutt'oggi sconosciuta. I dati di prevalenza raggiunsero il picco nei primi anni 1950 e in seguito diminuirono costantemente; nel 1985 l'incidenza della SLA / PDC a Guam era più o meno la stessa del resto del mondo.
Il primo gene a essere associato alla SLA fu SOD1, identificato nel 1993. Era la prima volta che l'analisi del linkage riusciva a identificare la causa genetica di un raro disturbo neurodegenerativo.
Nel dicembre 1995, il riluzolo divenne il primo farmaco approvato dalla Food and Drug Administration per la SLA. Fu poi approvato in Europa nel 1996 e in Giappone nel 1998. Nel 2006, è stato scoperto che la proteina TDP-43 è un componente importante dei corpi di inclusione che si possono osservare sia nella SLA sia nella demenza frontotemporale (FTD), fornendo prove che l'ALS e l'FTD sono parte di un quadro patologico comune. Ciò ha portato alla scoperta, nel 2008, che le mutazioni in TARDBP, il gene che codifica TDP-43, sono una causa della SLA familiare. Nel 2011, le espansioni ripetute non codificanti in C9orf72 sono risultate essere una delle principali cause di SLA e di FTD. L'edaravone è stato approvato per il trattamento della SLA in Giappone e Corea del Sud nel 2015 e negli Stati Uniti nel 2017. In Italia l'Agenzia italiana del farmaco, con la determina n. 819/2018 del 23 maggio 2018 pubblicata in Gazzetta Ufficiale il 28 maggio 2018, ha stabilito l'inserimento dell'edaravone tra i farmaci somministrabili interamente a carico del Sistema Sanitario Nazionale, con prescrizione del farmaco eseguibile solo da parte del neurologo ed esclusivamente verso pazienti aventi idonee caratteristiche clinico-funzionali (ossia una disabilità moderata e una buona funzionalità respiratoria).

## Epidemiologia
La SLA è una patologia rara, con un'incidenza di 2-3 casi ogni 100 000 individui all'anno mentre la prevalenza è di 6-8 casi per 100 000 individui, principalmente sporadica. Le forme familiari sono circa il 5-10% del totale. Si presenta più frequentemente negli uomini che nelle donne ed è estremamente rara dopo gli 80 anni.
Un'alta incidenza è stata riportata in Nuova Guinea Occidentale, nella penisola di Kii del Giappone e, in una forma associata a demenza e parkinsonismo, anche presso i chamorro dell'isola di Guam. Un'inchiesta, condotta tra il 2004 e il 2008 dal procuratore torinese Raffaele Guariniello, ha accertato 51 casi di SLA su 30 000 calciatori italiani presi in esame. Uno studio su circa 7 325 calciatori italiani professionisti di serie A e B attivi fra il 1980 e il 2001 ha identificato 5 casi di SLA, con un rischio pari a 6,5 volte rispetto alla popolazione generale. In tale studio è stato anche osservato che i calciatori sviluppavano la SLA a un'età media di 43 anni, rispetto a un'età media di circa 65 anni nei casi di SLA non calciatori. Sono stati riportati anche casi di coniugi affetti dalla stessa malattia nel Sud della Francia.

## Eziologia
L'eziopatogenesi è sconosciuta, ma verosimilmente si tratta di una malattia a origine multifattoriale. 
Attualmente le ipotesi più accreditate per spiegare la degenerazione neuronale sono due: un danno di tipo eccitotossico, dovuto a un eccesso di glutammato, derivante dalla trasformazione di metionina, e un danno di tipo ossidativo, dovuto a uno squilibrio tra sostanze ossidanti e sostanze riducenti nel microambiente che circonda i motoneuroni colpiti. 
Un importante passo avanti verso una soluzione della questione si ebbe nel 1993, quando alcuni scienziati scoprirono che mutazioni nel gene che produce la superossido dismutasi Cu/Zn (nota anche come enzima SOD1) erano associate con alcuni casi di SLA familiare (~20%). Questo enzima ha funzione antiossidante, in quanto riduce il livello di ione superossido (O2−) un radicale libero tossico prodotto durante il metabolismo ossidativo cellulare capace di alterare le proteine, le membrane e il DNA stesso. Anche se non è ancora chiaro come la mutazione del gene SOD1 porti alla degenerazione del motoneurone, i ricercatori hanno ipotizzato che un accumulo di radicali liberi possa risultare da un funzionamento difettoso di questo gene. La ricerca più attuale indica che la morte del motoneurone non è probabilmente un risultato della perdita o della compromissione dell'attività della dismutasi, suggerendo che la SOD1 mutante induca tossicità in qualche altro modo. Gli studi con topi transgenici hanno portato a una serie di teorie circa il ruolo della SOD1 nella sclerosi laterale amiotrofica familiare per il mutante SOD1. I topi completamente privi del gene SOD1 non sviluppano abitualmente SLA, anche se manifestano un'accelerazione dell'atrofia in rapporto all'età del muscolo (sarcopenia) e una ridotta durata di vita. Inoltre, l'aggregazione di proteine è risultata essere una caratteristica patologica comune sia alla SLA familiare sia a quella sporadica. Nei topi con mutante SOD1, aggregati (accumuli di proteina mal ripiegata) del mutante SOD1 sono stati trovati soltanto in tessuti malati e maggiori quantità sono state rilevate durante la degenerazione del motoneurone. Si suppone che l'accumulazione aggregata del mutante SOD1 svolga un ruolo nell'interruzione delle funzioni cellulari danneggiando mitocondri, proteasomi, ripiegamento proteico, o altre proteine. Qualsiasi interruzione, se provata, darebbe credibilità significativa alla teoria che i complessi sono coinvolti nella tossicità del mutante SOD1.
Il 21 settembre 2010, si raggiunge un grande risultato nella comprensione dei fattori eziologici: secondo una ricerca coordinata Italia-USA, la causa risulterebbe essere genetica. A partire dagli anni novanta sono stati scoperti una serie di geni responsabili della SLA familiare, ma fino a ieri questi geni potevano spiegare solo il 30% circa dei casi; questa nuova scoperta è di primaria importanza, perché il gene C9ORF72 risulta da solo essere responsabile di circa il 40% delle SLA familiari. 
Altri studi si sono focalizzati sul ruolo del glutammato nella degenerazione del motoneurone. L'amminoacido noto come acido glutammico è uno dei messaggeri chimici nel cervello, noti col nome di neurotrasmettitori. Sembra che, rispetto alla popolazione sana, i pazienti con SLA abbiano livelli più alti di glutammato nel plasma sanguigno e nel fluido cerebro-spinale (o liquido cefalorachidiano). Studi di laboratorio hanno dimostrato che i neuroni cominciano a morire progressivamente quando vengono esposti per lunghi periodi a quantità eccessive di glutammato. Sono allo studio i meccanismi che portano all'eccessiva produzione di glutammato nel sistema nervoso centrale e sul come questo squilibro possa contribuire allo sviluppo della SLA. Una possibile causa potrebbe essere identificata in un difetto della ricaptazione del glutammato da parte delle terminazioni pre-sinaptiche. 
Un'altra causa probabile potrebbe essere dovuta a reazioni autoimmuni, in cui anticorpi prodotti dal sistema immunitario del paziente attaccano i motoneuroni del paziente stesso, interferendo e poi bloccando la trasmissione dell'impulso nervoso fra il cervello e i muscoli.
Gli scienziati dell'Istituto Mario Negri hanno scoperto che la proteina TDP-43 mostra anomalie nella maggior parte dei pazienti colpiti dalla patologia. La ricerca, ha quindi stabilito che la probabile causa della malattia, o della sua evoluzione, dipenderebbe da un enzima chiamato PPIA; la mancanza di questo enzima, in un modello di SLA nel topo, accelera la progressione della malattia. Non solo, una relativa carenza dell'enzima è stata riscontrata in vari modelli cellulari e animali di SLA, nonché nei pazienti con SLA sporadica.

### Ipotesi sui fattori ambientali
Nella ricerca delle cause di SLA, i ricercatori inoltre hanno studiato i fattori ambientali, quale l'esposizione ad agenti tossici o contagiosi. Alcuni studi scientifici hanno ipotizzato possibili correlazioni fra l'esposizione ad alcuni fitofarmaci e la SLA. Gli studi presenti in letteratura, necessariamente di tipo retrospettivo e spesso condotti su piccoli campioni di popolazione, hanno sovente evidenziato questo tipo di associazione. Una metanalisi del 2012, condotta su studi retrospettivi, ha dimostrato, sia pure solo in soggetti di sesso maschile, una correlazione statisticamente significativa fra l'esposizione a fitofarmaci e lo sviluppo della malattia; gli studi presi in esame, tuttavia, non specificavano la sostanza coinvolta. Un altro studio di metanalisi ha esaminato i possibili effetti di diverse classi di fitofarmaci, rilevando una possibile correlazione, anche se statisticamente non significativa, tra la SLA e l'esposizione a insetticidi organoclorurati.

## Patogenesi
L'etimologia del nome "sclerosi laterale amiotrofica" chiarisce le caratteristiche della malattia: la parola "amiotrofico" significa che i muscoli si indeboliscono e si atrofizzano; l'aggettivo "laterale" si riferisce alla zona del midollo spinale coinvolta, più precisamente i cordoni laterali, che contengono i fasci cortico-discendenti, ossia le vie piramidali che connettono il primo motoneurone, sito nella corteccia cerebrale, con il secondo motoneurone, sito nelle corna anteriori del midollo spinale.
Il processo abiotrofico-degenerativo che colpisce sia il primo sia il secondo neurone di moto coinvolge anche i fasci che permettono un controllo del primo motoneurone sul secondo motoneurone (sito nelle corna anteriori del midollo spinale). Ne deriva un rimaneggiamento di questa area che, dopo la morte neuronale, viene a essere occupata da una reazione proliferativa dell'astroglia (i.e. astrogliosi) e al tempo stesso un pallore delle vie mielinizzate per cui progressivamente questa zona colpita dalla malattia tende a "indurirsi": ecco spiegato l'utilizzo di "sclerosi" che significa "indurimento".
La caratteristica che definisce la SLA è la morte di entrambi i tipi di motoneuroni, superiori e inferiori, che si manifesta nel cervello, nel tronco encefalico, e nel midollo spinale. Prima della morte, i motoneuroni sviluppano inclusioni ricche di proteine nel loro corpo cellulare e negli assoni. Questo può essere dovuto, in parte, a difetti nella degradazione di proteine. Spesso queste inclusioni contengono ubiquitina e, di solito, incorporano una delle proteine associate alla patologia: SOD1, TDP-43 (TAR DNA binding protein, o TARDBP), o FUS.

## Clinica
L'inizio della SLA può essere così subdolo che i sintomi vengono spesso trascurati. I sintomi iniziali includono brevi contrazioni (mioclonie), crampi oppure una certa rigidità dei muscoli. Rigidità che influisce sul funzionamento di un braccio o di una gamba, e voce indistinta o tono nasale. Questi disturbi generali si sviluppano in forme di debolezza più evidente o atrofia, che possono portare il medico a sospettare una forma di SLA.
Le parti del corpo interessate dai sintomi iniziali della SLA dipendono da quali muscoli nel corpo vengono danneggiati per primi. Circa il 75% delle persone sperimenta la SLA con "esordio all'arto". In alcuni di questi casi, i sintomi inizialmente si risentono su una delle gambe e i pazienti ne divengono consapevoli quando camminano o corrono, oppure perché notano che inciampano più spesso. Altri pazienti con l'esordio all'arto sperimentano gli effetti della malattia su una mano o su un braccio, dato che essi hanno difficoltà a eseguire compiti semplici che richiedono destrezza manuale, come abbottonare una camicia, scrivere o girare una chiave in una serratura.

### Manifestazioni neurologiche

Segno di Babinski

Circa il 25% dei casi di SLA è a "inizio bulbare". Questi pazienti all'inizio notano difficoltà nel pronunciare la parola e le frasi (disartria), sino ad arrivare alla perdita della comunicazione verbale (anartria). Può anche essere presente un problema di motilità delle corde vocali, che determina a volte disfonia. Può essere presente una crescente difficoltà a deglutire liquidi, solidi o entrambi (disfagia). La lingua può presentarsi atrofica, e con fascicolazioni in seguito all'interessamento del XII nervo cranico (nervo ipoglosso). Spesso è presente una facile stancabilità dei muscoli della masticazione, che insieme alla disfagia è spesso responsabile di dimagrimento e malnutrizione (per sopravvivere si rende quindi necessario un intervento per impianto PEG). Indipendentemente da quale sia la parte del corpo interessata per prima dalla malattia, la debolezza e l'atrofia muscolare si estendono ad altre parti del corpo con il progredire della malattia. I pazienti hanno problemi crescenti per spostarsi, per deglutire (disfagia) e nel parlare o nel formare le parole (disartria). 
Segni del coinvolgimento del primo motoneurone includono il progressivo irrigidimento dei muscoli (spasticità) e la presenza di riflessi esagerati (iperreflessia) o di riflessi patologici (alluci muti, segno di Hoffmann, segno di Babinski). Segni di danno del secondo motoneurone sono la presenza di ipo-atrofia dei muscoli da questo innervati, fascicolazioni (guizzi muscolari percepibili sotto cute), crampi muscolari, riduzione del tono muscolare e dei riflessi osteotendinei.
Un riflesso anomalo, noto in medicina come segno di Babinski (anomalo sopra i 16 mesi circa di età, consiste nell'estensione in alto dell'alluce del piede e nello "sventagliamento" all'infuori delle altre dita, quando la pianta del piede viene stimolata, ad esempio graffiandola con una matita), è un altro indicatore di danno al primo motoneurone. 
Sintomi della degenerazione del motoneurone inferiore includono debolezza e atrofia muscolare, crampi muscolari e fugaci strattoni muscolari che si possono vedere sotto la pelle (fascicolazione). Circa il 15 – 45% dei pazienti sperimenta il cosiddetto "effetto pseudobulbare", conosciuto anche come "labilità emotiva", che consiste in attacchi di riso incontrollabile oppure pianto.
Per essere diagnosticati come affetti da SLA, i pazienti devono avere segni e sintomi di danno sia al motoneurone superiore, sia a quello inferiore, che non possano essere attribuiti ad altre cause.
Anche se la sequenza di comparsa dei sintomi emergenti e la velocità di progressione della malattia variano da una persona all'altra, quasi sempre, alla fine, i pazienti non saranno in grado di stare in piedi o di camminare, salire o scendere dal letto da soli, utilizzare le mani e le braccia. Le difficoltà a inghiottire e masticare danneggiano la capacità del paziente di mangiare normalmente e aumentano il rischio di soffocamento. Mantenere il proprio peso allora diventerà un problema. Questo perché di solito la malattia può non interessare le capacità cognitive e i pazienti sono consapevoli della loro progressiva perdita di funzionalità e possono quindi divenire ansiosi e depressi.

### Manifestazioni respiratorie
Via via che il diaframma e i muscoli intercostali si indeboliscono, la capacità vitale e la pressione inspiratoria forzata diminuiscono. Nell'inizio bulbare della SLA, questo può accadere prima che si verifichi la debolezza di un arto in modo significativo ed evidente. 
La ventilazione C-PAP oppure quella a pressione positiva Bilevel (a cui frequentemente ci si riferisce con l'acronimo B-PAP) è frequentemente utilizzata per sostenere la respirazione, inizialmente soltanto di notte e, con l'aggravarsi della malattia, anche di giorno. È consigliabile che, prima che la terapia con B-PAP diventi insufficiente, il paziente (con l'eventuale sostegno della sua famiglia) decida se farsi praticare una tracheotomia e attraverso essa ricevere la ventilazione meccanica a lungo termine. 
Una parte dei pazienti non accetta questa pratica e invece sceglie cure palliative in una unità per lungodegenti: la maggior parte delle persone con SLA muore in seguito a insufficienza polmonare o all'insorgere di polmonite, e non direttamente per la malattia.

### Manifestazioni neuropsichiatriche
Sebbene la SLA influisca in modo predominante sui neuroni motori, il 50% dei pazienti rivela anche anomalie neuropsicologiche, classicamente sottese dal funzionamento della corteccia frontale, soprattutto a carico delle funzioni esecutive (che includono abilità quali l'astrazione, la pianificazione, l'inibizione comportamentale e cognitiva, la categorizzazione). La presenza di compromissione cognitiva nei pazienti è stata recentemente individuata come indice prognostico negativo. Oltre alle possibili disfunzioni cognitive, il 70% circa dei pazienti manifesta, a causa delle alterazioni neurologiche secondarie alla malattia, labilità emotiva (manifestazioni dell'espressione emotiva, come il riso, il pianto o il sorriso, completamente inappropriate o decisamente eccessive rispetto al contesto e incontrollabili rispetto alla propria volontà), spesso riferite come fonte di disagio o imbarazzo da parte dei pazienti stessi.
La malattia non influisce sulla capacità di una persona di vedere, odorare, gustare, sentire o percepire sensazioni tattili. Il controllo dei muscoli oculari è la funzione più conservata, benché alcuni pazienti con una durata estremamente lunga di malattia (più di 20 anni) possano perdere anche il controllo degli occhi. A differenza della sclerosi multipla, nella SLA il controllo degli sfinteri urinari e intestinali è di solito conservato, sebbene, in seguito alla forzosa immobilità e ai cambiamenti dietetici, i problemi intestinali come la stitichezza possano richiedere un'intensa gestione medicale.

#### Demenza fronto-temporale
Una piccola percentuale di pazienti va incontro allo sviluppo di demenza frontotemporale, caratterizzata da profondi cambi della personalità; questo è più comune tra quelli con una storia familiare di demenza. Una percentuale maggiore di pazienti sperimenta problemi con la generazione di parole, con l'attenzione o con i processi decisionali. La funzione cognitiva può essere interessata come parte del processo patologico oppure potrebbe essere collegata all'insufficienza della respirazione notturna (ipoventilazione notturna). I professionisti dell'assistenza sanitaria devono spiegare ai pazienti il corso della malattia e descrivere le opzioni di trattamento disponibili in modo che i pazienti possano prendere decisioni informate studiate in anticipo.

## Diagnostica
Nessun test può fornire una diagnosi definitiva di SLA, benché la presenza di segni di danno ai motoneuroni superiore e inferiori in un singolo arto sia fortemente indicativa. La diagnosi di SLA è basata principalmente sui sintomi e sui segni che il medico osserva nel paziente e su una serie di test che servono per escludere altre malattie. I medici esaminano la storia medica completa del paziente e di solito conducono esami neurologici a intervalli regolari per valutare se sintomi come la debolezza muscolare, l'atrofia di muscoli, la iperreflessia e la spasticità stiano diventando progressivamente peggiori.

### Elettromiografia
Dal momento che i sintomi della SLA possono essere simili a quelli di una larga varietà di altre malattie o disordini più trattabili, devono essere condotti test appropriati per escludere la possibilità di altre condizioni, in particolare le malattie primitive del muscolo che possono anch'esse presentare un'espressione clinica analoga (deficit di forza progressivo, crampi muscolari e atrofia muscolare) Una di queste prove è l'elettromiografia (EMG), una tecnica di registrazione speciale che rileva l'attività elettrica provocata o spontanea nei muscoli, e che consente di rilevare eventuali aree di denervazione, attiva e cronica. Alcuni dati che si ricavano dall'EMG possono pertanto sostenere la diagnosi di SLA. Un'altra prova comune misura la velocità di conduzione del nervo (NCV). Le anomalie specifiche nei risultati NCV possono suggerire, ad esempio, che il paziente abbia piuttosto una forma di neuropatia periferica (danno ai nervi periferici).

Risonanza magnetica assiale dell'encefalo con tecnica FLAIR che mostra un aumento del segnale T_{2} all'interno della parte posteriore della capsula interna, in coerenza con la diagnosi di SLA

Per studiare l'entità delle lesioni il neurologo può richiedere una risonanza magnetica (MRI), una procedura non invasiva che utilizza un campo magnetico e onde radio per ricostruire al computer immagini tridimensionali dettagliate del cervello e del midollo spinale. Anche se le scansioni MRI sono spesso normali nei pazienti affetti da SLA, possono rivelare la presenza di altri problemi che possono essere causa di sintomi analoghi, come un tumore del midollo spinale, la sclerosi multipla, l'ernia di un disco intervertebrale nella zona cervicale, la siringomielia, o la spondilosi cervicale.

### Diagnosi differenziale con le miopatie
Basandosi sui sintomi dei pazienti e i dati provenienti dall'esame e da questi test, il medico curante può richiedere ulteriori esami su campioni di sangue e urine, per eliminare la possibilità di altre malattie così come esami di laboratorio di "routine". In alcuni casi, ad esempio, se un medico sospetta che il paziente possa avere una miopatia (distrofia muscolare, miastenia, ecc.) piuttosto che una SLA, può allora richiedere una biopsia muscolare per riscontrare eventuali malattie atrofiche, degenerative o infiammatorie.

### Diagnosi differenziale con malattie infettive e altre affezioni neurologiche
Malattie infettive come quelle causate dal virus dell'immunodeficienza umana (HIV), il virus della leucemia a cellule T (HTLV), la malattia di Lyme, la sifilide e la encefalite da zecche, la sindrome di Guillain-Barré possono in alcuni casi causare sintomi simili alla SLA.
Affezioni neurologiche, di solito molto meno gravi, come la sclerosi multipla, la sindrome post-poliomielitica, la neuropatia motoria multifocale, la neuropatia assonale motoria acuta, l'atrofia muscolare spinale e patologie benigne come la sindrome da crampi e fascicolazioni, possono mimare certi aspetti della malattia nota come SLA e devono essere considerate come alternative diagnostiche dai medici che tentano di porre una diagnosi. Ci sono casi documentati di pazienti che presentano sintomi simili alla SLA, con un titolo anticorpale positivo alla malattia di Lyme, che rispondono (all'inizio aggravandosi per la reazione di Jarisch-Herxheimer e successivamente migliorando), a protratte terapie antibiotiche con claritromicina, doxiciclina o ceftriaxone.
Dal momento che la prognosi e la terapia variano enormemente nel caso delle summenzionate diagnosi, e dal momento che esiste una certa varietà di malattie o disordini che possono rassomigliare alla SLA nelle sue prime fasi, i pazienti giustamente dovrebbero cercare una seconda opinione neurologica dopo la diagnosi di SLA.

### Marcatori biologici
Nel 2006, ricercatori della Mount Sinai School of Medicine hanno identificato tre proteine che si trovano a concentrazioni significativamente inferiori rispetto a quelle nei pazienti sani nel liquor cefalorachidiano (CSF) di pazienti affetti da SLA. La misura dei livelli nel CSF di queste tre proteine si è rivelata un indice accurato al 95% per la diagnosi di SLA. Questi sono i primi marcatori biologici disponibili per la diagnosi di questa malattia e potrebbero essere i primi strumenti per poter confermare la diagnosi di SLA. Con le procedure diagnostiche attuali, il tempo medio che trascorre dall'insorgenza dei sintomi alla diagnosi è di circa 12 mesi. Marcatori diagnostici migliori potrebbero aiutare a fare una diagnosi ancora più precoce, permettendo ai pazienti di ricevere la terapia più tempestivamente, anche di anni.
Nel settembre 2024 è stato pubblicato un test del sangue che permette di diagnosticare la malattia con un 98% di accuratezza, rilevando otto molecole di microRNA rilasciate nel sangue dal sistema nervoso dei malati di SLA.
Nel 2025 è stato pubblicato un paper scientifico relativo alla presenza di 33 proteine nel plasma sanguigno che permettono di diagnosticare la sclerosi laterale amiertrofica con un'accuratezza del 98.3% nella fase silente e asintomatica della malattia.

## Trattamento

### Trattamento farmacologico
Al 2025 non è stata scoperta nessuna cura definitiva per la SLA. Nonostante questo, la Food and Drug Administration (FDA) ha approvato il primo trattamento farmacologico per la malattia: il riluzolo. Si pensa che il riluzolo possa ridurre il danno ai motoneuroni, perché riduce il rilascio di glutammato. Test clinici in pazienti con SLA hanno mostrato che il riluzolo prolunga la sopravvivenza fino a soli tre mesi e può estendere il tempo di sopravvivenza soprattutto nei pazienti con SLA a inizio bulbare. Il farmaco estende anche il tempo durante il quale il paziente può rimanere libero dal supporto ventilatorio. Il riluzolo non può però invertire il danno subito dai motoneuroni, e i pazienti che prendono il farmaco devono essere monitorati per il danno epatico e altri possibili effetti collaterali. Comunque, questa prima terapia specifica per la malattia, offre la speranza che la progressione della SLA possa un giorno essere rallentata da nuovi farmaci o combinazioni di essi.

#### Trattamenti sperimentali
I ricercatori stanno studiando varie soluzioni per ritardare l'avanzamento della SLA; svariati esperimenti sono svolti sugli animali da laboratorio (e.g., ratti e topi), ma la fisiologia non è identica con quella di Homo Sapiens, per cui non è possibile trasferire automaticamente tutti i risultati sull'Uomo. Pertanto, si rendono necessarie delle ricerche su soggetti umani con gruppo di controllo e doppio cieco.
Tra le possibili terapie più promettenti per trattare la SLA vi sono quelle che seguono.
Il resveratrolo sembra in grado di proteggere i neuroni essendo in grado di stimolare la produzione di NAD, ed è in grado di superare la barriera ematoencefalica. I filamenti di RNA possono ostacolare la produzione di proteine nocive nei neuroni e nelle cellule.
I motoneuroni sembrano essere protetti dal fattore di crescita insulino-simile (IGF-1) e da proteine quali il fattore di crescita dell'endotelio vascolare (VEGF). È stato visto infatti che questa malattia si accompagna spesso a carenza di somatotropina e IGF-I e che l'uso di questo fattore di crescita stimola le connessioni neuronali, inibisce la morte dei neuroni e in generale da grandi benefici ai malati di malattie neurodegenerative compresa la SLA. Attualmente il più grande ostacolo terapeutico a questo approccio è il costo di quest'ormone proteico. Alcuni pazienti che ne hanno tratto giovamento, nonostante non vi sia nessuna prova scientifica certa dell'efficacia, hanno ottenuto, tramite ricorso giudiziario, che l'ASL fornisca l'ormone gratuitamente. Tra gli effetti collaterali, l'aumento della possibilità di sviluppo di tumori, possibilità invece negata da molti studi.
Uno studio del 2008 ha mostrato come l'uso di litio, un medicinale usato in campo psichiatrico come stabilizzatore dell'umore, potrebbe rallentare notevolmente la progressione della SLA, sia nell'uomo, sia nel modello della malattia nei topi; studi successivi condotti su campioni significativi, tuttavia, non hanno confermato questa evidenza. Tra i trattamenti suggeriti e in fase di studio vi è anche la somministrazione di palmitoiletanolamide.
Esperimenti svolti sui topi hanno confermato che le cellule staminali si spostano nella zona in cui si trovano i neuroni danneggiati e che quindi potrebbero essere utilizzate a scopi terapeutici.
Altre possibili cure, in sperimentazione presso un progetto coordinato dal dipartimento di neuroscienze di Genova e promosso dal centro clinico NeMo, comprendono la somministrazione di un chemioterapico, la ciclofosfamide, e del G-CSF (il fattore di crescita granulocitario), con effetti di immunomodulatore e immunosoppressore, supportato dalla reinfusione di cellule staminali emopoietiche autologhe prelevate dallo stesso paziente. La sperimentazione si è svolta con la partecipazione del dottor Mario Melazzini, presidente AISLA e malato di SLA dal 2004, nonché inventore del protocollo clinico citato. I risultati sarebbero leggermente incoraggianti, anche se dipendenti dal tipo specifico di SLA. Nel 2013 è iniziato un trial clinico ufficiale con 28 pazienti selezionati in sette centri italiani a Genova, Milano, Novara, Torino, Firenze e Siena.
Nel settembre 2022, il Tofersen è stato il primo farmaco a entrare nella fase III della sperimentazione clinica per il trattamento della SLA. La ricerca è stata pubblicata dal New England Journal of Medicine. Testato in Italia unicamente nella città di Torino, per i soli pazienti con mutazione della proteina SOD-1, si è rivelato capace di arrestare e addirittura far regredire la progressione clinica della malattia. Nell'agosto 2022 la FDA statunitense ha concesso alla casa produttrice Biogen la procedura accelerata di autorizzazione del farmaco.

### Trattamento di supporto
Altri trattamenti per la SLA sono mirati a rendere meno gravi i sintomi e a migliorare la qualità della vita per i pazienti. Agli effetti, numerosi studi empirici basati su interviste ai pazienti con SLA rivelano come la percezione della propria qualità della vita sia parzialmente indipendente dal declino della funzionalità fisica. Le cure palliative vengono fornite al meglio da team multidisciplinari costituiti da professionisti dell'assistenza come medici, farmacisti, fisioterapisti, terapisti occupazionali, e logopedisti; nutrizionisti; assistenti sociali; e infermieri specializzati nell'assistenza domiciliare e negli hospice per lungodegenti. Lavorando con i pazienti e il personale sanitario, questi "team di assistenza" possono pianificare un piano individualizzato di terapia medica e fisica e fornire apparecchiature speciali destinate a mantenere i pazienti nella migliore situazione di mobilità e comfort che si possa ragionevolmente raggiungere.
I medici possono prescrivere farmaci per contribuire a ridurre l'affaticamento, semplici spasmi muscolari, controllo della spasticità e riducono l'eccesso di saliva e catarro. Le droghe, inoltre, sono a disposizione per aiutare i pazienti con dolore, depressione, disturbi del sonno e stipsi. I farmacisti possono esprimere il loro parere sull'uso adeguato dei farmaci e controllare le prescrizioni del paziente per evitare i rischi d'interazioni tra farmaci.
Una terapia fisica e un'apparecchiatura speciale possono accrescere l'indipendenza e la sicurezza dei pazienti durante il decorso della SLA. Un delicato esercizio aerobico di basso consumo come camminare, nuotare e andare in bicicletta/cyclette può rinforzare i muscoli inalterati, migliorare la salute cardiovascolare e aiutare i pazienti a combattere l'affaticamento e la depressione. Diversi tipi di movimento e gli esercizi d'allungamento possono contribuire a impedire lo spasticismo doloroso e la riduzione (contrattura) dei muscoli. I fisioterapisti possono suggerire gli esercizi, che forniscano questi benefici senza che i muscoli si affatichino. I terapisti occupazionali possono suggerire i dispositivi come rampe, busti ortopedici, stampelle e sedie a rotelle che aiutano i pazienti a conservare l'energia e rimanere mobili.
I pazienti affetti da SLA, che hanno difficoltà a parlare, possono trarre beneficio dall'intervento di un logopedista. Questi professionisti del settore medico-sanitario possono insegnare ai pazienti le strategie adottabili, quali le tecniche per aiutarli a parlare più forte e più chiaro. Mentre la SLA progredisce, i logoterapisti possono suggerire l'uso di modi di comunicare adattabili o alternativi, quali gli amplificatori di voce, i dispositivi generatori di dialoghi (o propagatori di voce) e/o le tecniche base di comunicazione, quali tabelle alfabetiche o segnali di si/no. Questi metodi e dispositivi aiutano i pazienti a comunicare quando essi non possono più parlare o produrre suoni vocali. Con l'aiuto dei terapisti occupazionali, i comunicatori possono essere attivati mediante interruttori o tecniche d'emulazione del mouse, controllati da piccoli movimenti fisici, per esempio, della testa, della dita o degli occhi. Per la prima volta, nel 2020, un paziente tedesco di 34 anni, totalmente paralizzato dal 2015 (in seguito anche i muscoli dei bulbi oculari) è riuscito a comunicare tramite un impianto atto a leggere l'attività cerebrale, grazie al team dell'ingegnere biomedico del centro svizzero Wyss (Ginevra) Ujwal Chaudhary. La ricerca è stata pubblicata su Nature Communications nel 2022.
I pazienti e coloro che li assistono possono imparare dai logopedisti e dai nutrizionisti come progettare e preparare numerosi piccoli pasti durante il giorno, che forniranno abbastanza calorie, fibra e liquidi e come evitare gli alimenti difficili da eliminare. I pazienti possono cominciare per mezzo di dispositivi d'aspirazione a rimuovere i liquidi o la saliva in eccesso e per evitare il soffocamento. Quando i pazienti non sono più in grado di alimentarsi autonomamente, i medici possono raccomandare il posizionamento di una gastrostomia percutanea (PEG), la quale riduce il rischio di soffocamento e di polmonite, che può derivare dall'inalazione di liquidi nei polmoni. Questo dispositivo non è doloroso e non impedisce ai pazienti di assumere l'alimento oralmente se desiderano e sono in grado di deglutirlo.

Una paziente sottoposta a pressione positiva continua bifasica

Quando i muscoli respiratori si indeboliscono, l'uso di respiratori per l'assistenza ventilatoria notturna (ventilazione di pressione positiva intermittente (IPPV) o pressione positiva continua bifasica (BIPAP) può essere usato per aiutare la respirazione durante il sonno. Tali dispositivi insufflano artificialmente aria nei polmoni del paziente tramite varie interfacce esterne (maschere, ecc.), che sono applicate direttamente al viso. Quando i muscoli non riescono più a garantire l'ossigenazione e si riscontra un aumento dell'anidride carbonica nel sangue, questi dispositivi devono essere utilizzati a tempo pieno.
Nelle fasi più avanzate della malattia possono essere necessarie forme di ventilazione meccanica con supporto maggiore erogato per mezzo di un tubo inserito in trachea attraverso il naso o la bocca; per impiego di lunga durata, si effettua un intervento quale la tracheotomia, in cui il tubo necessario al supporto ventilatorio (cannula tracheostomica) viene inserito direttamente nella trachea del paziente attraverso un'apertura nel collo. I pazienti e le loro famiglie devono considerare parecchi fattori, quando decidono e se decidono una di queste opzioni. I dispositivi di ventilazione differiscono l'uno dall'altro a seconda del loro effetto sulla qualità di vita del paziente e del costo. Anche se il supporto ventilatorio può migliorare i problemi respiratori e prolungare la sopravvivenza, non incide sulla progressione della SLA. I pazienti devono pienamente essere informati circa queste considerazioni e gli effetti di lunga durata della loro vita priva di movimento, prima che prendano le decisioni circa il supporto di ventilazione. Tuttavia, da uno studio italiano emerge come la maggior parte dei pazienti SLA con ventilazione meccanica invasiva, dichiarino che se fosse teoricamente possibile tornare a ritroso nel tempo, sceglierebbero nuovamente di sottoporsi all'intervento tracheotomico, nonostante la drammaticità che la condizione di ventilazione assistita impone. Inoltre, i pazienti SLA con ventilazione meccanica invasiva non sembrano mediamente differire, in termini di benessere psicologico, dai pazienti che non hanno subito l'intervento. Alcuni pazienti ventilati con tracheotomia di lunga durata possono in ogni caso parlare se il palloncino che mantiene in sede la cannula viene sgonfiato o la stessa ne è sprovvista.
Gli operatori sociali, gli assistenti e gli infermieri d'ospizio aiutano i pazienti, le famiglie e coloro che li assistono nei problemi medici, emozionali e finanziari per fare fronte alla SLA, specialmente durante le fasi finali della malattia. I servizi sociali forniscono il supporto quale assistenza nell'ottenere il sussidio finanziario, l'eventuale assistenza legale, nella preparazione di un testamento biologico e nell'individuazione dei gruppi di sostegno per i pazienti e coloro che li assistono. Gli infermieri domiciliari sono a disposizione non solo per fornire le cure mediche, ma anche per istruire i famigliari circa operazioni quali la manutenzione dei respiratori, la somministrazione degli alimenti, e la mobilizzazione dei pazienti evitando dolorosi problemi cutanei e contratture. Gli infermieri a domicilio lavorano in collegamento con i medici, per effettuare l'appropriata terapia, ridurre la sofferenza e le cure che influiscono sulla qualità della vita del paziente che desidera restare a casa.
Sia la ricerca animale sia quella umana suggeriscono che la limitazione di calorie (CR) possa essere controindicata nei malati di SLA. In questo studio, Hamadeh e altri, inoltre, notano due studi umani che indicano la riduzione dell'assunzione di calorie correlata con la morte dei pazienti affetti da SLA. Tuttavia, nel primo studio, Slowie, Paige e Antel dichiarano: "La riduzione di assunzione di energia da parte di malati di SLA non è correlata con la morte, ma fu un aspetto importante della malattia. Concludiamo che i pazienti di SLA hanno una cronica carenza di energia ed è raccomandato un incremento dell'energia assunta."
Precedentemente, Pedersen e Mattson avevano trovato che nel modello del topo con SLA, il CR "accelera il decorso clinico" della malattia e non aveva dato benefici. Pedersen WA, Mattson MP dichiarano: Nessun beneficio dalla restrizione alimentare riguardo alla progressione della Sclerosi Laterale Amiotrofica in topi mutanti dell'enzima Cu/Zn superossido dismutasi. Suggerendo che una dieta ipercalorica può ritardare la SLA e una dieta chetogenica nel modello del topo con SLA è indicata per ritardare il progresso della malattia, come scrivono Zhao Z, Lange DJ, Voustianiouk A, e altri: Una dieta chetogenica è una potenziale novità nella terapia della Sclerosi Laterale Amiotrofica..
La nuova scoperta di RNAi dà certe promesse nel trattamento della SLA. Negli studi recenti, RNAi è stato usato nei topi da laboratorio per inibire i geni specifici, che conducono alla SLA. Cytrx, la società che ha patrocinato la ricerca sulla SLA utilizzando il gene di RNAi ha messo a tacere la tecnologia mirata al gene del mutante SOD1. Il gene del mutante SOD1 è responsabile della SLA in un sottoinsieme del 10% di tutti i pazienti di SLA che soffrono dalla forma familiare, o genetica, della malattia.
Infine, il benessere psicologico dei pazienti è uno dei pochi fattori noti che influenzano favorevolmente l'esito prognostico della malattia. Nonostante questo, non esistono nel panorama della letteratura scientifica esempi di comprovata efficacia nei termini di tecniche di intervento psicologico volte al supporto di pazienti con SLA che, divenendo progressivamente disartrici, non possono beneficiare di tecniche di colloquio clinico classicamente inteso. È stato finora pubblicato un unico studio pilota che ha indagato l'esito di un trattamento psicologico, basato sull'ipnosi e sull'apprendimento della tecnica di autoipnosi, su un ridotto gruppo di pazienti con SLA. L'efficacia di tale tecnica psicologica sembra decisamente soddisfacente nei termini di riduzione dell'ansia, della depressione, del miglioramento della qualità della vita, della percezione di miglioramento della qualità del sonno, e di diminuzione della frequenza delle fascicolazioni, dei crampi e della labilità emotiva. Inoltre, una successiva ricerca di follow-up ha evidenziato un significativo mantenimento dei benefici ottenuti tramite l'ipnosi sia per il paziente sia per chi lo assiste; tali benefici riguardano un miglioramento complessivo della qualità della vita e una riduzione significativa dei sintomi depressivi e, soprattutto, dei sintomi ansiosi, anche a distanza di sei mesi dall'inizio del trattamento.

## Prognosi
Il paziente affetto da SLA perde progressivamente i motoneuroni superiori (corticali) e inferiori (troncoencefalici e spinali), con un decorso del tutto imprevedibile e differente da soggetto a soggetto, con esiti disastrosi per la qualità di vita, oltre che per la sopravvivenza.
Le conseguenze di questa malattia sono la perdita progressiva e irreversibile della normale capacità di deglutizione (disfagia), dell'articolazione della parola (disartria) e del controllo dei muscoli scheletrici, con una paralisi che può avere un'estensione variabile, fino alla compromissione dei muscoli respiratori, alla necessità di ventilazione assistita e quindi alla morte, in genere entro pochi anni. L'unico modo per prolungare la sopravvivenza del malato è la tracheotomia con la respirazione artificiale: pur in condizione di disabilità estrema, il paziente, se tenuto al riparo da infezioni e malattie respiratorie, può vivere anche 20 anni o più. La SLA non altera le funzioni sensoriali, sessuali e sfinteriali del malato. In una percentuale variabile dal 20 al 30% dei pazienti si può riscontrare una condizione di decadimento cognitivo, il cui esito si risolve in una franca demenza di tipo fronto-temporale in circa il 10% dei pazienti. Alcuni geni, attualmente ancora oggetto di studio, sembrerebbero correlati al processo neurodegenerativo di entrambe le patologie, in particolare c9ORF72.

### Casi di lunga sopravvivenza
Solo il 5% dei pazienti raggiunge i 20 anni dalla diagnosi e i casi di sopravvivenza lunga sono pochissimi (la sopravvivenza della maggioranza - il 75% - si aggira fra i due e i cinque anni, il 20% li supera ma non arriva ai 20).
La SLA giovanile, una forma molto rara che colpisce prima dei 30-40 anni, è, per motivi sconosciuti, più lenta nella progressione della maggioranza delle forme, meno virulenta e a un certo punto pare arrestarsi, dopo aver comunque causato grave disabilità fino alla tetraplegia; chi sostiene che il noto fisico teorico Stephen Hawking (nel suo caso è stato anche individuato un difetto di assorbimento delle vitamine), che ha superato i 50 anni dalla diagnosi (conservando alcuni minimi movimenti facciali, oltre che quelli oculari) sopravvivendo alla malattia per 55 anni, avesse la SLA e non la meno aggressiva atrofia muscolare progressiva (come sostengono taluni), afferma che questo sia uno dei motivi - accanto all'assistenza costante e al trattamento di supporto tramite ventilazione assistita notturna - che ne fanno un caso record e quasi unico (un altro caso simile è il chitarrista Jason Becker, anch'egli colpito da SLA giovanile, che si è poi stabilizzata).